# Arcidiocesi di La Paz

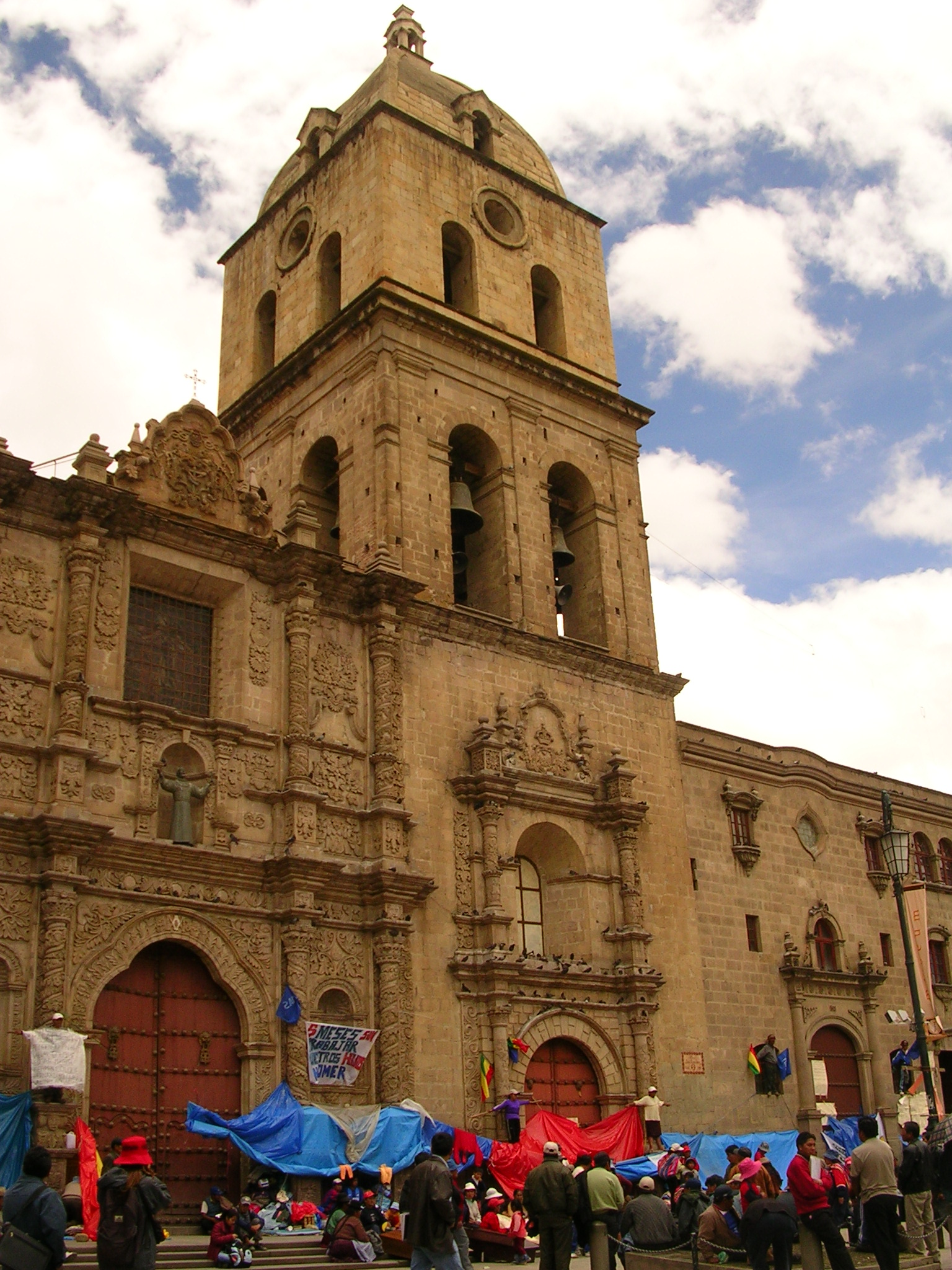
La basilica di San Francesco di La Paz.

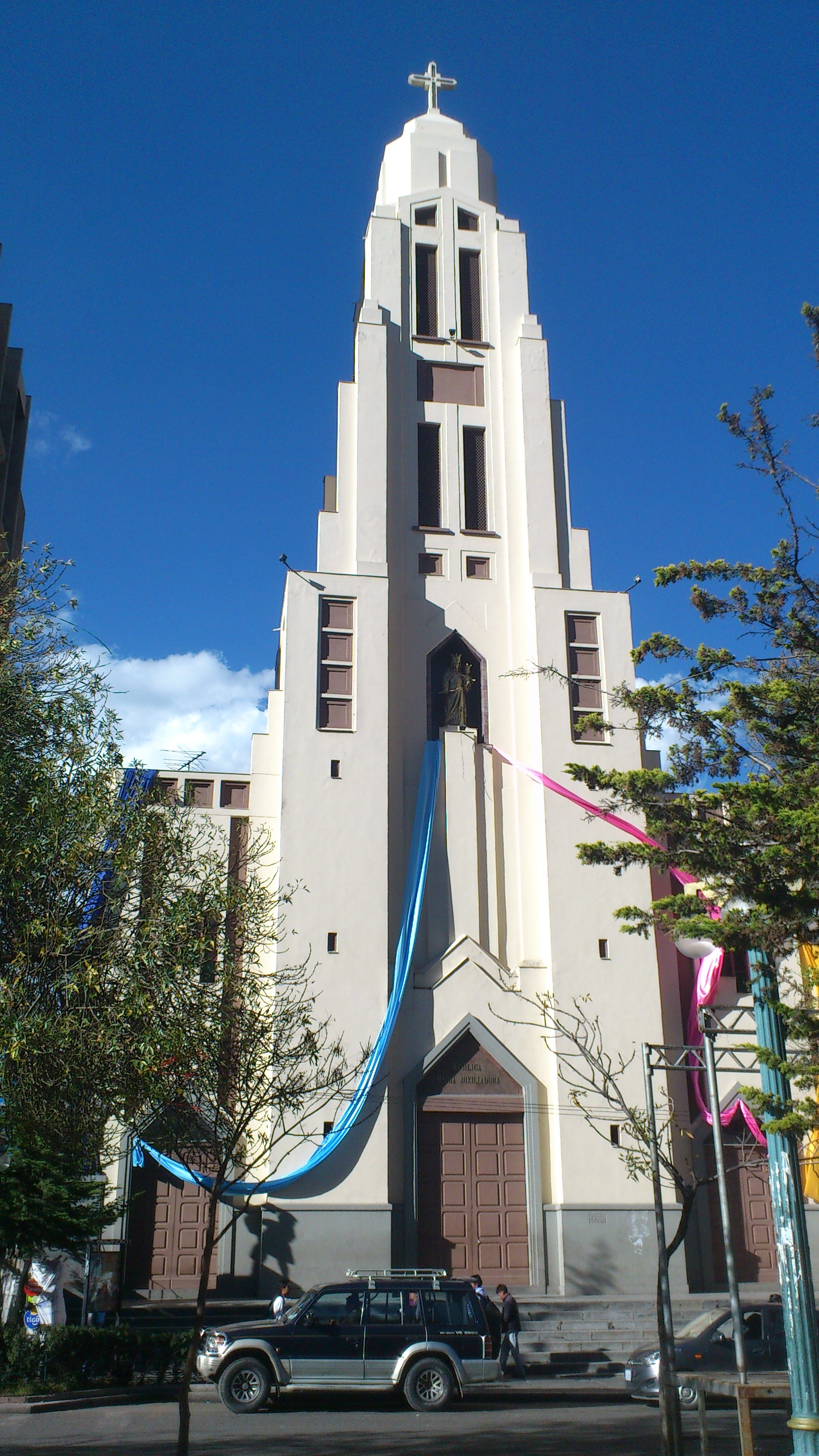
La basilica di Santa Maria Ausiliatrice di La Paz.

L'arcidiocesi di La Paz (in latino Archidioecesis Pacensis in Bolivia) è una sede metropolitana della Chiesa cattolica in Bolivia. Nel 2023 contava 975.000 battezzati su 1.284.000 abitanti. È retta dall'arcivescovo Percy Lorenzo Galván Flores.

## Territorio
L'arcidiocesi comprende nove province del dipartimento boliviano di La Paz.
Sede arcivescovile è la città di La Paz, dove si trova la cattedrale di Nostra Signora della Pace. Nella stessa città sorgono anche due basiliche minori: San Francesco e Santa Maria Ausiliatrice.
Il territorio è suddiviso in 53 parrocchie.

## Storia
La diocesi di La Paz fu eretta il 4 luglio 1605 con la bolla Super specula militantis di papa Paolo V, ricavandone il territorio dalla diocesi di La Plata o Charcas (oggi arcidiocesi di Sucre).
Originariamente suffraganea dell'arcidiocesi di Lima, il 20 luglio 1609 entrò a far parte della provincia ecclesiastica dell'arcidiocesi di La Plata o Charcas.
Nel 1610 fu istituito il seminario diocesano, dedicato a san Girolamo. Il seminario visse alterne vicissitudini, nel XIX secolo sarà chiuso e riaperto dall'autorità civile per ben quattro volte.
Il 18 giugno 1943 è stata elevata al rango di arcidiocesi metropolitana con la bolla Ad Spirituale Bonum di papa Pio XII.
Il 25 dicembre 1949, il 7 novembre 1958 e il 25 giugno 1994 ha ceduto porzioni del suo territorio a vantaggio dell'erezione rispettivamente delle prelature territoriali di Corocoro e di Coroico (oggi diocesi) e della diocesi di El Alto.
L'arcidiocesi ha ricevuto la visita pastorale dei papi Giovanni Paolo II nel 1988 e di Francesco nel 2015.

## Cronotassi dei vescovi
Si omettono i periodi di sede vacante non superiori ai 2 anni o non storicamente accertati.
- Diego de Zambrana y Guzmán † (4 luglio 1605 - 14 gennaio 1608 nominato vescovo di La Plata o Charcas) (vescovo eletto)

- Domingo Valderrama y Centeno, O.P. † (28 maggio 1608 - 1615 deceduto)
- Pedro de Valencia † (30 luglio 1617 - 1631 deceduto)
- Feliciano de la Vega Padilla † (5 settembre 1633 - 22 marzo 1639 nominato arcivescovo di Città del Messico)
- Alonso de Franco y Luna † (30 maggio 1639 - 1645 deceduto)
  - Francisco de la Serna, O.S.A. † (21 agosto 1645 - aprile 1647 deceduto) (vescovo eletto)
- Luis Antonio de Castro y Castillo † (13 gennaio 1648 - 7 ottobre 1653 deceduto)
- Martín Velasco y Molina † (14 maggio 1655 - 1662 deceduto)
  - Martín de Monsalvo, O.S.A. † (21 luglio 1664 - ?) (vescovo eletto)
  - Bernardino de Cárdenas Ponce, O.F.M.Obs. † (1666 - 1668 deceduto) (vescovo eletto)
- Gabriel de Guilléstegui, O.F.M.Obs. † (1º settembre 1670 - 1677 deceduto)
  - Sede vacante (1677-1680)
  - Juan Pérez de Corcha † (22 gennaio 1680 - 1680 deceduto) (vescovo eletto)
- Juan Queipo de Llano y Valdés † (23 settembre 1680 - 19 aprile 1694 nominato arcivescovo di La Plata o Charcas)
- Bernardo de Carrasco y Saavedra, O.P. † (19 luglio 1694 - 24 agosto 1697 deceduto)
  - Sede vacante (1697-1702)
- Nicolás Urbano de Mata y Haro † (12 maggio 1702 - 29 dicembre 1704 deceduto)
  - Sede vacante (1704-1708)
- Diego Morcillo Rubio de Auñón de Robledo, O.SS.T. † (14 maggio 1708 - 21 marzo 1714 nominato arcivescovo di La Plata o Charcas)
- Mateo Panduro y Villafañe, O.C.D. † (1º ottobre 1714 - 21 marzo 1722 deceduto)
- Alejo Fernando de Rojas y Acevedo † (30 agosto 1723 - 1730 deceduto)
- Agustín Rodríguez Delgado † (17 dicembre 1731 - 22 gennaio 1742 nominato arcivescovo di La Plata o Charcas)
- Salvador Bermúdez y Becerra † (28 febbraio 1742 - 14 giugno 1746 nominato arcivescovo di La Plata o Charcas)
- José de Peralta Barrionuevo y Rocha Benavídez, O.P. † (14 giugno 1746 - 17 novembre 1746 deceduto)
- Matias de Ibáñez † (4 settembre 1747 - 25 agosto 1751 deceduto)
- Diego Antonio de Parada † (18 dicembre 1752 - 25 gennaio 1762 nominato arcivescovo di Lima)
- Gregorio Francisco de Campos † (4 maggio 1764 - 22 dicembre 1789 deceduto)
- Alejandro José de Ochoa † (11 aprile 1791 - 5 maggio 1796 deceduto)
- Remigio de La Santa y Ortega † (24 luglio 1797 - 10 agosto 1816 dimesso)
- Antonio Sánchez Matas, O.F.M.Obs. † (21 dicembre 1818 - 28 aprile 1827 dimesso)
- José María de Mendizábal † (15 dicembre 1828 - 24 luglio 1835 nominato arcivescovo di La Plata o Charcas)
- Francisco León de Aguirre † (19 maggio 1837 - 13 luglio 1840 nominato vescovo di Santa Cruz de la Sierra)
  - Sede vacante (1840-1843)
  - José Manuel Fernández de Córdoba y Meló † (13 luglio 1840 - 4 marzo 1841 deceduto) (vescovo eletto)
- José Manuel de Yndaburo † (22 giugno 1843 - 16 dicembre 1844 deceduto)
  - Sede vacante (1844-1851)
  - Miguel de Orozco † (20 gennaio 1848 - 1849 deceduto) (vescovo eletto)
- Mariano Fernández de Córdoba † (10 aprile 1851 - 2 maggio 1868 deceduto)
- Calisto Clavijo † (24 settembre 1868 - 27 aprile 1874 dimesso[4])
- Juan de Dios Bosque † (4 maggio 1874 - 9 maggio 1890 deceduto)
- Juan José Baldivia † (1º giugno 1891 - 5 ottobre 1899 deceduto)
- Nicolás Armentia Ugarte, O.F.M.Rec. † (12 novembre 1901 - 24 novembre 1909 deceduto)
- Manuel José Pena † (24 ottobre 1911 - 10 agosto 1914 deceduto)
- Dionisio Ávila † (27 gennaio 1916 - 3 luglio 1919 deceduto)
- Celestino Loza † (20 giugno 1920 - 21 gennaio 1921 deceduto)
  - Sede vacante (1921-1924)
- Augusto Sieffert, C.SS.R. † (15 novembre 1924 - 24 febbraio 1934 dimesso[5])
  - Sede vacante (1934-1938)
- Abel Isidoro Antezana y Rojas, C.M.F. † (16 gennaio 1938 - 5 aprile 1967 ritirato[6])
- Jorge Manrique Hurtado † (27 luglio 1967 - 24 febbraio 1987 ritirato)
- Luis Sáinz Hinojosa, O.F.M. † (24 febbraio 1987 - 31 luglio 1996 dimesso)
- Edmundo Luis Flavio Abastoflor Montero (31 luglio 1996 - 23 maggio 2020 ritirato)
- Percy Lorenzo Galván Flores, dal 23 maggio 2020

## Statistiche
L'arcidiocesi nel 2023 su una popolazione di 1.284.000 persone contava 975.000 battezzati, corrispondenti al 75,9% del totale.
| anno | popolazione | popolazione | popolazione | presbiteri | presbiteri | presbiteri | presbiteri                | diaconi | religiosi | religiosi | parrocchie |
| anno | battezzati  | totale      | %           | numero     | secolari   | regolari   | battezzati per presbitero | diaconi | uomini    | donne     | parrocchie |
| ---- | ----------- | ----------- | ----------- | ---------- | ---------- | ---------- | ------------------------- | ------- | --------- | --------- | ---------- |
| 1950 | 980.000     | 1.000.000   | 98,0        | 134        | 48         | 86         | 7.313                     |         | 102       | 234       | 122        |
| 1966 | 850.000     | 1.000.000   | 85,0        | 180        | 49         | 131        | 4.722                     |         | 195       | 314       | 77         |
| 1968 | 800.000     | 1.200.000   | 66,7        | 207        | 57         | 150        | 3.864                     |         | 165       | 457       | 492        |
| 1976 | 1.429.750   | 1.505.000   | 95,0        | 198        | 60         | 138        | 7.220                     | 7       | 183       | 355       | 74         |
| 1980 | 1.628.000   | 1.809.000   | 90,0        | 187        | 57         | 130        | 8.705                     | 10      | 176       | 368       | 74         |
| 1990 | 2.286.000   | 2.504.000   | 91,3        | 194        | 57         | 137        | 11.783                    | 16      | 291       | 237       | 86         |
| 1999 | 860.000     | 974.000     | 88,3        | 140        | 58         | 82         | 6.142                     | 3       | 122       | 263       | 54         |
| 2000 | 937.400     | 1.061.600   | 88,3        | 134        | 56         | 78         | 6.995                     | 3       | 128       | 270       | 55         |
| 2001 | 1.021.766   | 1.160.683   | 88,0        | 149        | 68         | 81         | 6.857                     | 3       | 135       | 290       | 55         |
| 2002 | 1.109.978   | 1.265.145   | 87,7        | 156        | 72         | 84         | 7.115                     | 3       | 136       | 300       | 55         |
| 2003 | 1.206.769   | 1.369.645   | 88,1        | 144        | 64         | 80         | 8.380                     | 3       | 131       | 310       | 53         |
| 2004 | 1.292.872   | 1.474.150   | 87,7        | 153        | 62         | 91         | 8.450                     | 3       | 152       | 332       | 53         |
| 2013 | 840.793     | 1.057.287   | 79,5        | 168        | 80         | 88         | 5.004                     | 1       | 139       | 333       | 53         |
| 2016 | 873.402     | 1.095.906   | 79,7        | 137        | 71         | 66         | 6.375                     |         | 83        | 177       | 53         |
| 2019 | 930.516     | 1.208.316   | 77,0        | 133        | 72         | 61         | 6.996                     | 2       | 84        | 147       | 53         |
| 2021 | 948.921     | 1.249.740   | 75,9        | 112        | 71         | 41         | 8.472                     | 2       | 64        | 132       | 53         |
| 2023 | 975.000     | 1.284.000   | 75,9        | 112        | 72         | 40         | 8.705                     | 2       | 63        | 132       | 53         |